# Pterocarpus officinalis
Pterocarpus officinalis är en ärtväxtart som beskrevs av Nikolaus Joseph von Jacquin. Pterocarpus officinalis ingår i släktet Pterocarpus och familjen ärtväxter. Utöver nominatformen finns också underarten P. o. officinalis.